# Stenichneumon salvus
Stenichneumon salvus är en stekelart som först beskrevs av Cresson 1877.  Stenichneumon salvus ingår i släktet Stenichneumon och familjen brokparasitsteklar. Inga underarter finns listade i Catalogue of Life.